# Miranda Otto
Miranda Otto (Brisbane, 15 de dezembro de 1967) é uma atriz australiana de cinema e teatro. Um de seus papeis mais notáveis foi a da personagem Éowyn na trilogia O Senhor dos Anéis de Peter Jackson.

## Filmografia
- 2019: The Silence
- 2018: Zoe
- 2018–2020: Chilling Adventures of Sabrina (TV)
- 2017: Annabelle 2 - A Criação do Mal
- 2015: Homeland - Segurança Nacional
- 2014: I, Frankenstein
- 2013: Flores Raras
- 2010: South Solitary
- 2009: Blessed
- 2009: In Her Skin
- 2009: Schadenfreude
- 2009: A Marriage (TV)
- 2008: Cashmere Mafia (TV)
- 2007: The Starter Wife (TV)
- 2005: Guerra dos Mundos
- 2004: Flight of the Phoenix
- 2004: Through My Eyes (TV)
- 2004: Um Refúgio no Passado
- 2003: The Lord of the Rings: The Return of the King
- 2003: Danny Deckchair
- 2002: The Lord of the Rings: The Two Towers
- 2002: Voltando Para Casa
- 2002: Hipnose
- 2001: The Way We Live Now (TV)
- 2001: Human Nature
- 2001: La Volpe A Tre Zampe
- 2000: What Lies Beneath
- 2000: Kin
- 1999: Jack Bull
- 1998: The Thin Red Line
- 1998: In The Winter Dark
- 1998: Dead Letter Office
- 1997: Doing Time For Patsy Cline
- 1997: True Love And Chaos
- 1997: The Well
- 1996: Love Serenade
- 1995: Sex Is A Four Letter Word
- 1995: Sidney Police (TV)
- 1994: G.P. (TV)
- 1993: O Jovem Nostradamus
- 1992: The Last Days Of Chez Nous
- 1991: Heroes II: The Return (TV)
- 1991: The Girl Who Came Late
- 1988: The 13th Floor
- 1988: The Flying Doctors (TV)
- 1998: A Country Practice (TV)
- 1987: Initiation
- 1986: Emma's War